# Салькове (станція)
Салькове — проміжна залізнична станція 5-го класу Запорізької дирекції Придніпровської залізниці на електрифікованій лінії Федорівка — Джанкой між станцією Новоолексіївка (6 км) та зупинним пунктом Джимбулук (8 км). Розташована в однойменному селі Генічеського району Херсонської області.

## Пасажирське сполучення

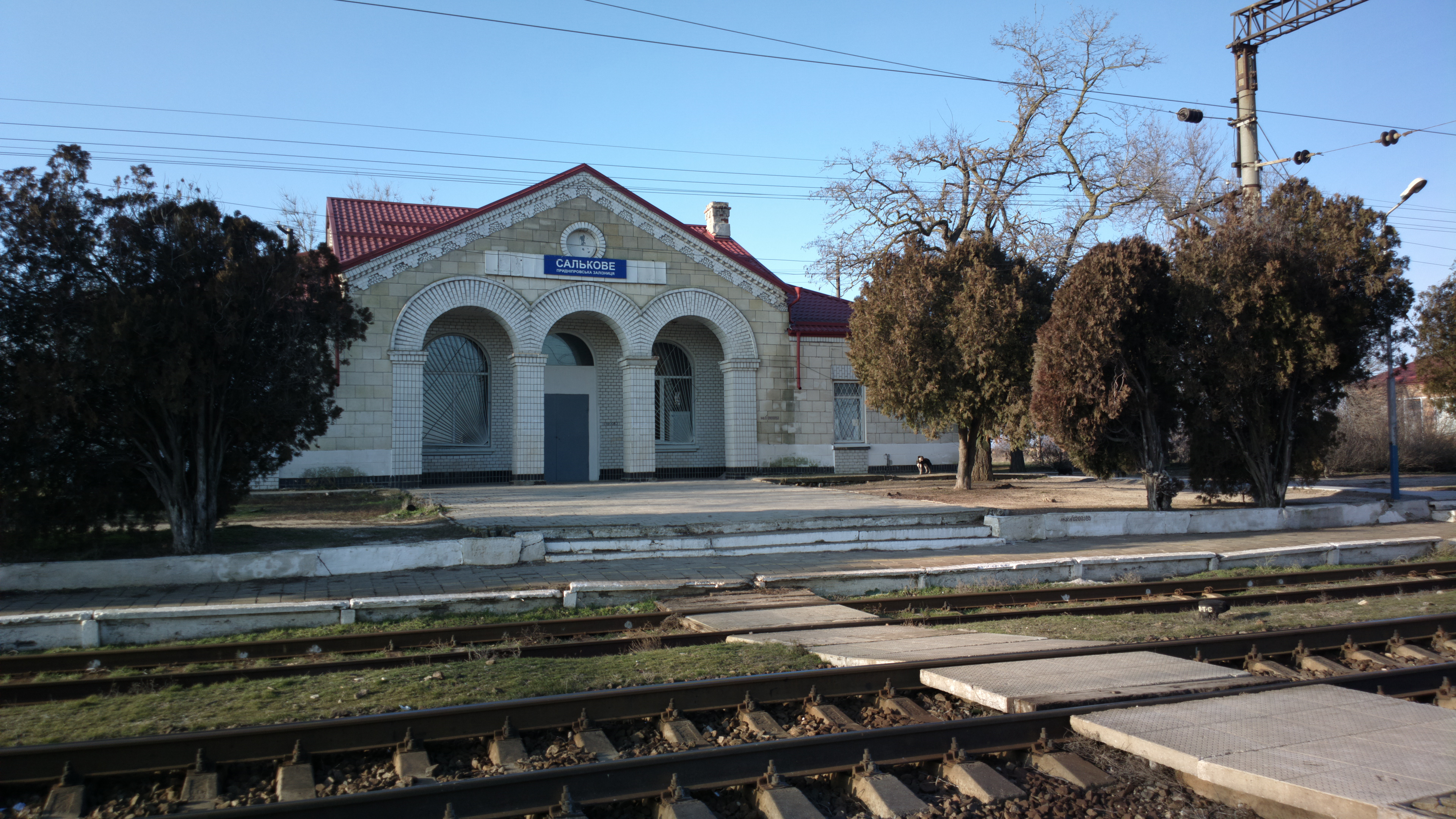
Вокзал станції Салькове

До повномасштабного російського вторгнення в Україну на станції зупинялися приміські електропоїзди сполученням Запоріжжя — Новоолексіївка — Сиваш.